# Klara kyrkogård
Klara kyrkogård är en historisk kyrkogård i centrala Stockholm, belägen runt Klara kyrka på Norrmalm. Det är en av de äldsta och mest kulturhistoriskt intressanta begravningsplatserna i staden, med gravar över flera av Sveriges mest kända skalder och kulturpersonligheter.

## Historik
Klara kyrkogård har sina rötter i medeltiden, då Klaraklostret låg på platsen. Efter reformationen blev kyrkogården en del av Klara församling och tjänade under flera århundraden som viloplats för stadens borgerskap och kulturpersonligheter.
Under 1800- och 1900-talen krympte kyrkogårdens yta successivt i takt med att staden expanderade. Idag är området starkt urbaniserat, och kyrkogården omges av gator, hotell och kontorshus – ett uttryck för den kontrast som uppstår mellan storstadens puls och det historiska gravfältets stillhet.

## Kända gravar
På Klara kyrkogård vilar flera av den svenska litteraturens portalgestalter, ofta under gravvårdar skänkta av Svenska Akademien:
- Carl Michael Bellman (1740–1795), skald och trubadur. Hans grav är markerad med en enkel vård, skänkt av Svenska Akademien. Ett monument i brons av honom finns även på Djurgården.
- Anna Maria Lenngren (1754–1817), poet och satiriker. Hennes gravvård är försedd med en porträttmedaljong i brons och skänktes även den av Svenska Akademien.
- Johan Henric Kellgren (1751–1795), poet och akademiledamot. Hans grav ligger nära Bellmans och Lenngrens.
- General von Vegesack – krigsman med ett imponerande monument i polerad granit mitt emot det nuvarande Turisthotellet.

## Kyrkogårdens förändring
Trots att kyrkogården bär på mycket historia har den omgivits av ett allt mer urbaniserat landskap. Lokomotivens visslingar från Stockholms centralstation, turisthotellens skyltar och gatulivets rörelse gör att den frid som en gång vilade över gravarna idag ofta störs av storstadens buller.
Den gamla kyrkogårdsmiljön, med sina pyramidpopplar och stenlagda gångar, bjuder dock fortfarande på ett slags vemodig skönhet – särskilt vid kvällstid, då solen reflekteras i kyrktornets tupp och i gyllene urnor vid gravhvalvens tak.

## Nutid
Klara kyrkogård är idag inte i bruk som begravningsplats men fungerar som en historisk plats med minnesvärden och besöksmål för både turister och stockholmare. Gravarna över Bellman och Lenngren är ofta föremål för kulturella ceremonier och poesiuppläsningar.

## Bilder

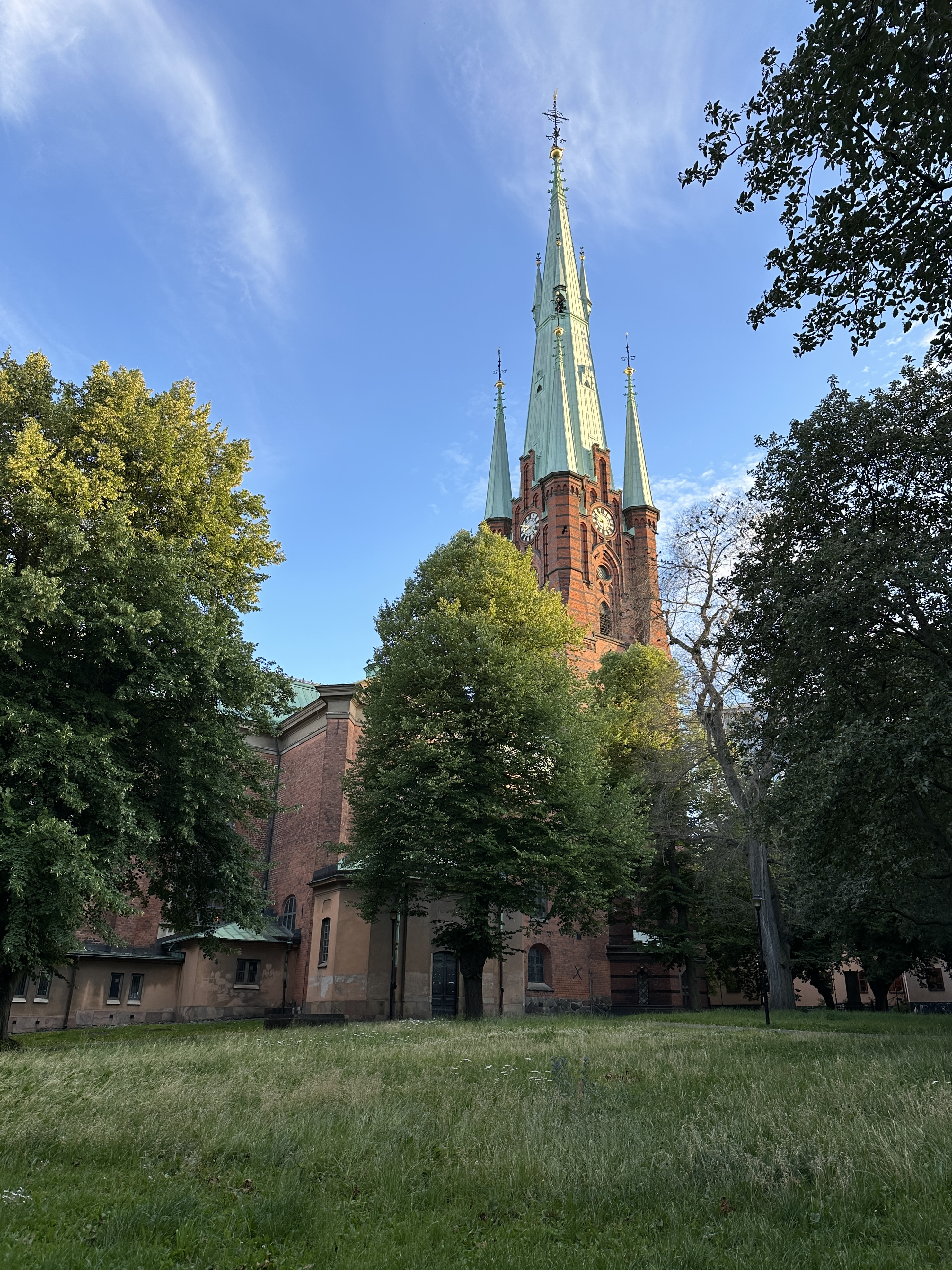
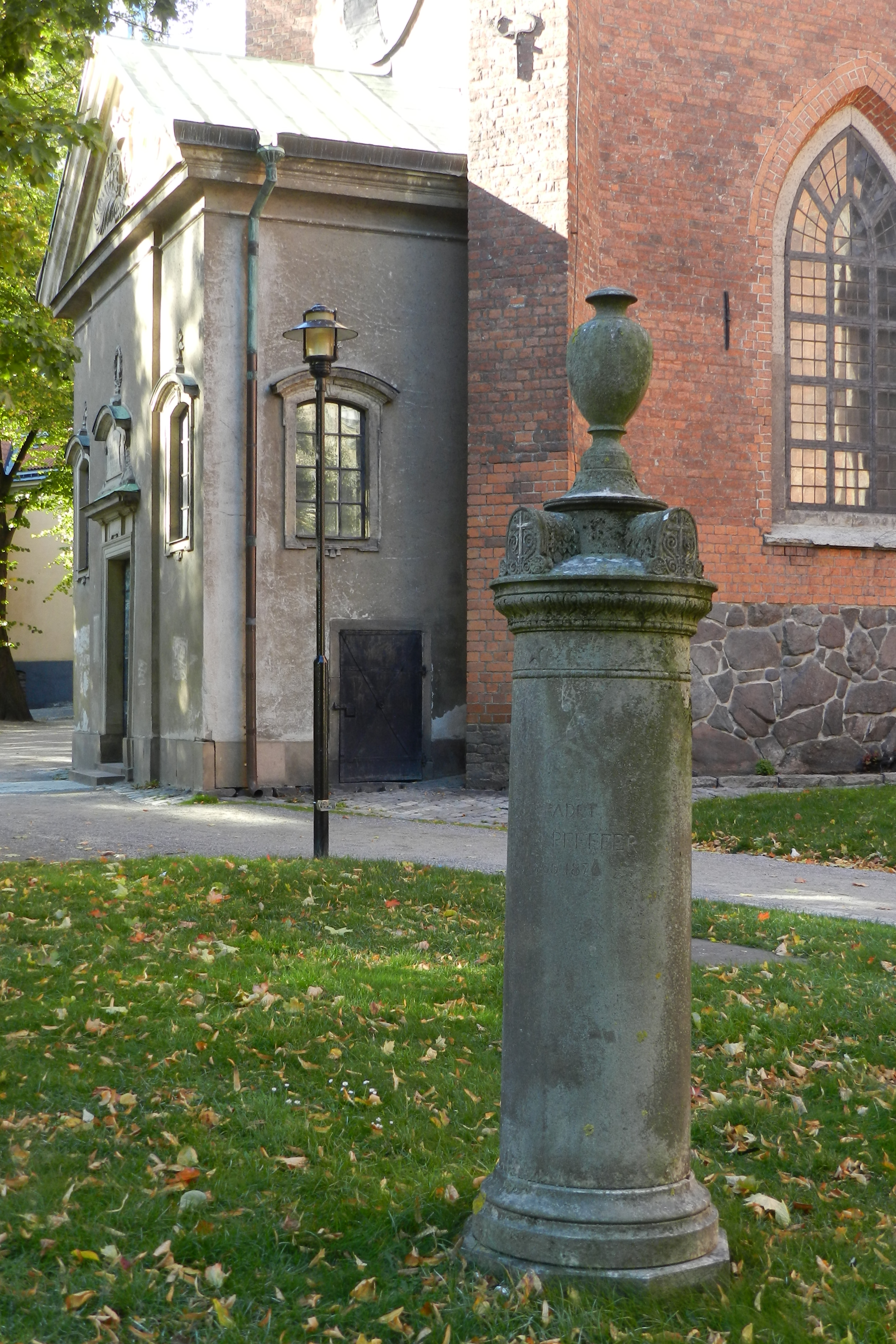
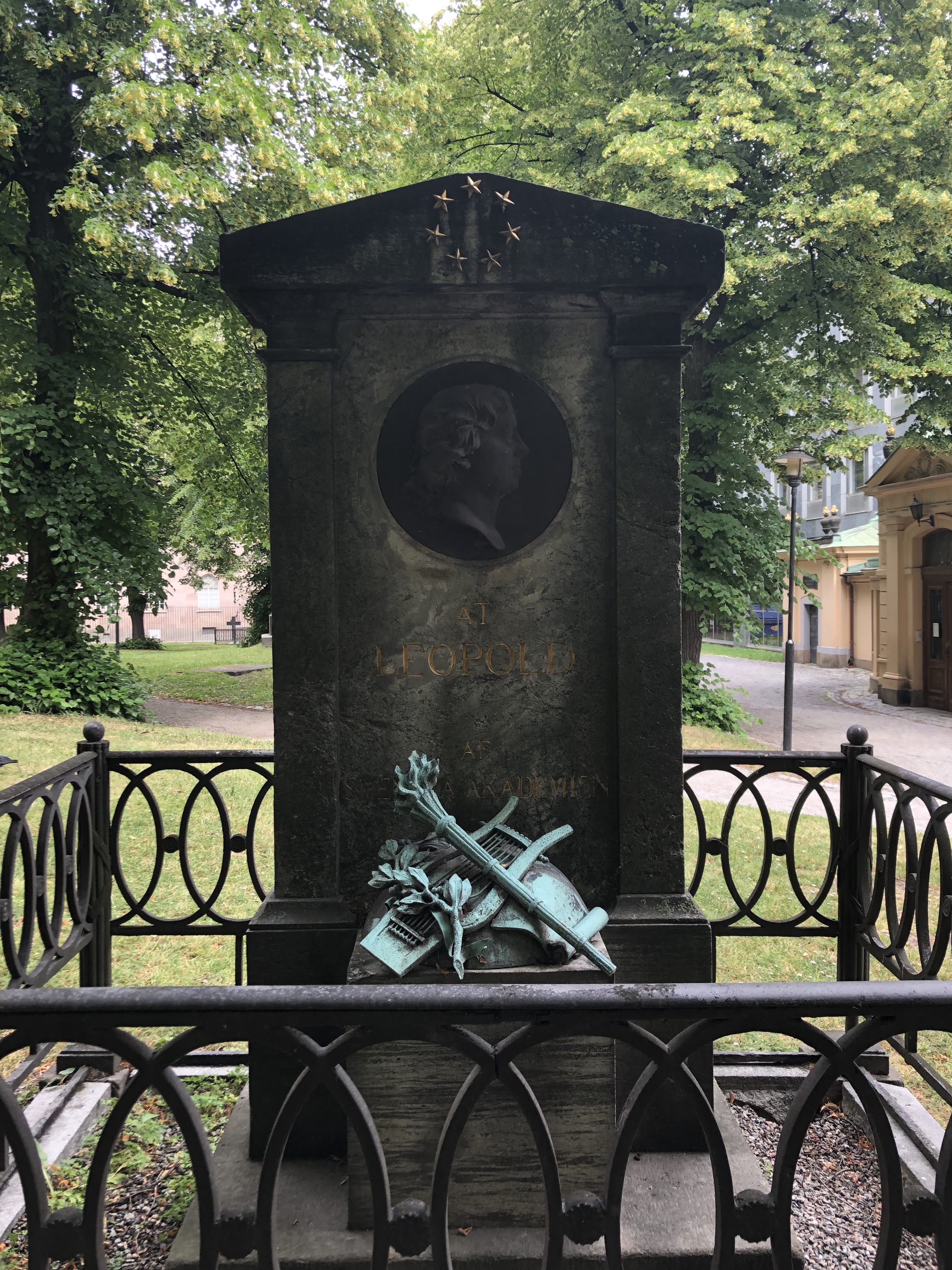
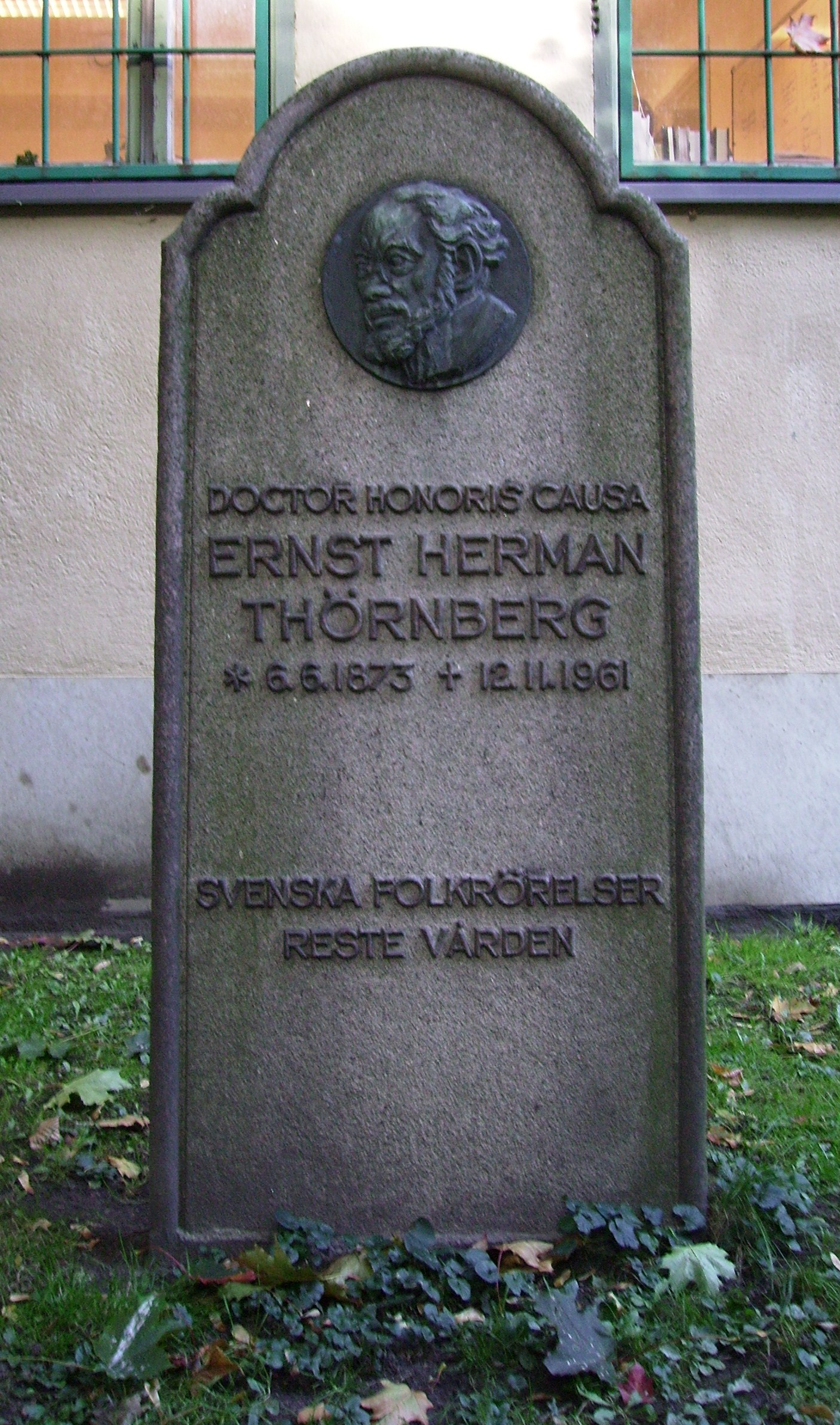